# John Osteen
John Hillery Osteen (* 21. August 1921 in Paris (Texas); † 23. Januar 1999 in Houston) war ein US-amerikanischer Pastor der Pfingstbewegung, Autor und Gründer der Lakewood Church.

## Leben und Wirken
Osteen war zuerst Pastor der Southern Baptist Convention, von der er sich 1958 trennte und sich der Pfingstbewegung zuwandte. 1959 gründete er die Lakewood Church. Er verfasste diverse Bücher über Religion und Selbsthilfe. Bekannt wurde er auch als Fernsehprediger.
Osteen war verheiratet mit Dodie. Seine Kinder Paul Osteen, Lisa Comes und Joel Osteen arbeiteten auch in der Lakewood Church mit. Unter der Leitung von Joel Osteen vervielfachte sich die Mitgliederzahl dieser Megachurch in Houston.

## Werke
- Der göttliche Strom. Urbach 1978
- Was ein Christ als 1. braucht. Urbach 1986
- Wir können unser Schicksal ändern. Erzhausen 2004, ISBN 3-87482-604-X
- Waffen im Kampf gegen die Mächte der Finsternis. Erzhausen 2004 (13. Auflage)